# Gusev (kráter)

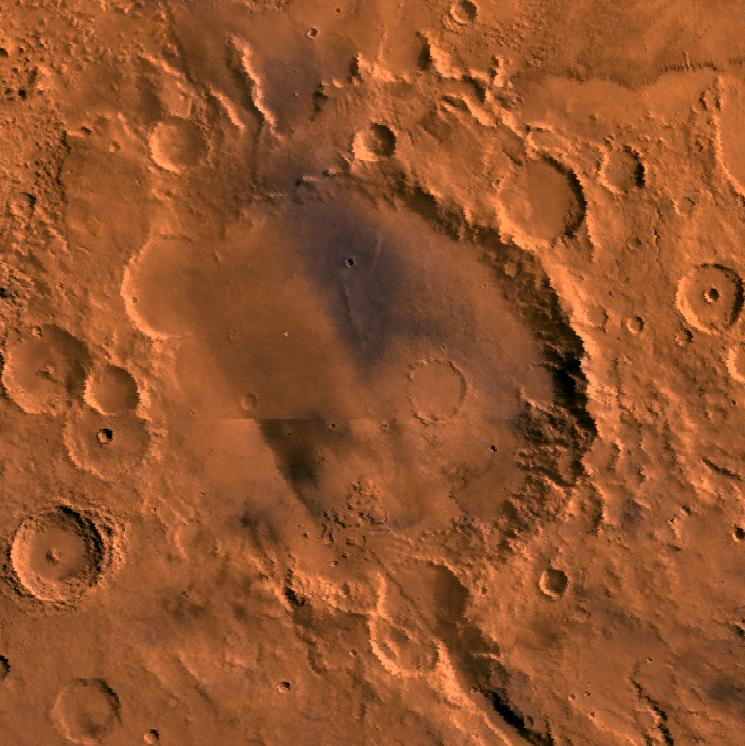
Kráter Gusev na Marsu

Gusev je kráter na Marsu. Kráter Gusev je známý jako místo přistání Mars Exploration Rover Spirit. V kráteru Gusev bylo zvažováno také přistání roveru Perseverance, vypuštěného v rámci mise Mars 2020, ovšem nakonec byl vybrán kráter Jezero.
Kráter je pojmenován po ruském astronomovi Matveiu Gusevovi (1826 až 1866).
Satelitní snímky také ukázaly stopy rarášků na dně Guseva. Vozítko Spirit později vyfotografovalo rarášky z povrchu a za délku své mise pravděpodobně vděčí prachovým vírům, které očišťovaly jeho solární panely.

## Průzkum
Ještě před misí Spirit pocházely veškeré informace o kráteru ze sond Viking, Mars Observer a Mars Orbiter Laser Altimeter. 3. ledna 2004 zde přistál rover Spirit, která detailně prozkoumal v průběhu několika let geologii kráteru. V oblasti Columbia Hills, která byla později zvažována i jako cíl mise Mars 2020, rover objevil stopy po slané vodě. Její množství však nebylo tak velké, jako v oblasti Meridiani Planum, kde přistálo dvojče Opportunity. V roce 2010 rover Spirit uvízl v písku, přičemž po velmi kladné zimě přešel do offline režimu a jeho mise byla ukončena. V roce 2017 pak byl kráter jedním z potenciálních kandidátů pro cíl mise Mars 2020.

## Geologie
Kráter se zformoval přibližně před třemi až čtyřmi miliony let nárazem meteoritu. Kráter má průměr 90 kilometrů. Vtéká do něj systém kanálů, které do kráteru pravděpodobně zanesly kapalnou vodu nebo vodu s ledem. Jim Garvin, vedoucí oddělení výzkumu Marsu NASA, říká, že "je vysoce nepravděpodobné", že by krajina nebyla zformována vodou. V současné době vědci očekávají, že uvnitř kráteru naleznou sedimenty, které mohou být silné téměř 900 metrů. Tyto sedimenty, které, jak vědci doufají, byly vytvořeny na dně vody, mohly být překryty prachem a pískem, který byl do kráteru navát za poslední dvě miliardy let.
Teorii o existenci ledovce v kráteru podporují i zjištění roveru Spirit, porovnaná se znalostmi Země. Podle studie z roku 2007 se totiž některé jevy z kráteru shodují s jevy pozorovanými na odledněné krajině.

### Columbia Hills
Vědci našli v Columbia Hills různé typy hornin a zařadili je do šesti různých kategorií. Těchto šest kategorií je: Clovis, Wishbone, Peace, Watchtower, Backstay a Independence. Jsou pojmenovány podle význačné skály v každé skupině. Jejich chemické složení měřené metodou APXS se od sebe výrazně liší. Jsou obohaceny o fosfor, síru, chlor a brom - všechny tyto prvky mohou být přenášeny ve vodních roztocích. Horniny v Columbia Hills obsahují čedičové sklo spolu s různým množstvím olivínu a síranů. Množství olivínu se mění nepřímou úměrou s množstvím síranů. To odpovídá očekáváním, protože voda eroduje olivín, ale napomáhá vzniku síranů.
Skupina Clovis je obzvláště zajímavá, protože v ní byl Mössbauerovým spektrometrem zjištěn goethit. Goethit se tvoří pouze v přítomnosti vody, takže jeho objev je prvním přímým důkazem vody v horninách Columbia Hills v minulosti. Kromě toho spektrometrie hornin vykazovala silný pokles přítomnosti olivínu, ačkoli horniny kdysi pravděpodobně obsahovaly mnoho olivínu. Olivín je markerem nedostatku vody, protože se v přítomnosti vody snadno rozkládá. Byl nalezen sulfát, který ke svému vzniku potřebuje vodu. Wishstone obsahoval velké množství plagioklasu, menší množství olivínu a anhydrit. Mírové horniny vykazovaly síru a silné důkazy o vázané vodě, takže existuje podezření na hydratované sírany. Horniny třídy Watchtower postrádají olivín, tudíž mohly být pozměněny vodou. Horniny třídy Independence vykazovaly určité známky jílu (možná montmorillonitu, člena skupiny smektitů). Jíly vyžadují poměrně dlouhodobé působení vody, aby se vytvořily. Jeden typ půdy, nazývaný Paso Robles, z Kolumbijských vrchů, může být odpařeným ložiskem, protože obsahuje velké množství síry, fosforu, vápníku a železa.
Ke konci šestileté mise bylo v půdě nalezeno velké množství čistého oxidu křemičitého. Křemík mohl pocházet z interakce půdy s kyselými výpary vznikajícími při vulkanické činnosti za přítomnosti vody nebo z vody v prostředí horkých pramenů.
Poté, co Spirit přestal pracovat, vědci prostudovali stará data z Miniaturního termálního emisního spektrometru neboli Mini-TES a potvrdili přítomnost velkého množství hornin bohatých na uhličitany, což znamená, že v oblastech planety se kdysi mohla nacházet voda. Uhličitany byly objeveny ve vzorku horniny zvané "Comanche".
Spirit nalezl na pláních kráteru Gusev důkazy o mírném zvětrávání, ale žádné důkazy o tom, že by se zde nacházelo jezero. V Columbia hills však byly zřetelné stopy mírného vodního zvětrávání, přičemž zde byly nalezeny stopy látek Předpokládá se, že v kráteru Gusev se kdysi dávno mohlo nacházet jezero, které však bylo od té doby překryto vyvřelinami. Veškerý prach obsahuje magnetickou složku, která byla identifikována jako magnetit s příměsí titanu. Navíc tenká vrstva prachu, která na Marsu vše pokrývá, je ve všech částech Marsu stejná.